# Фонометр

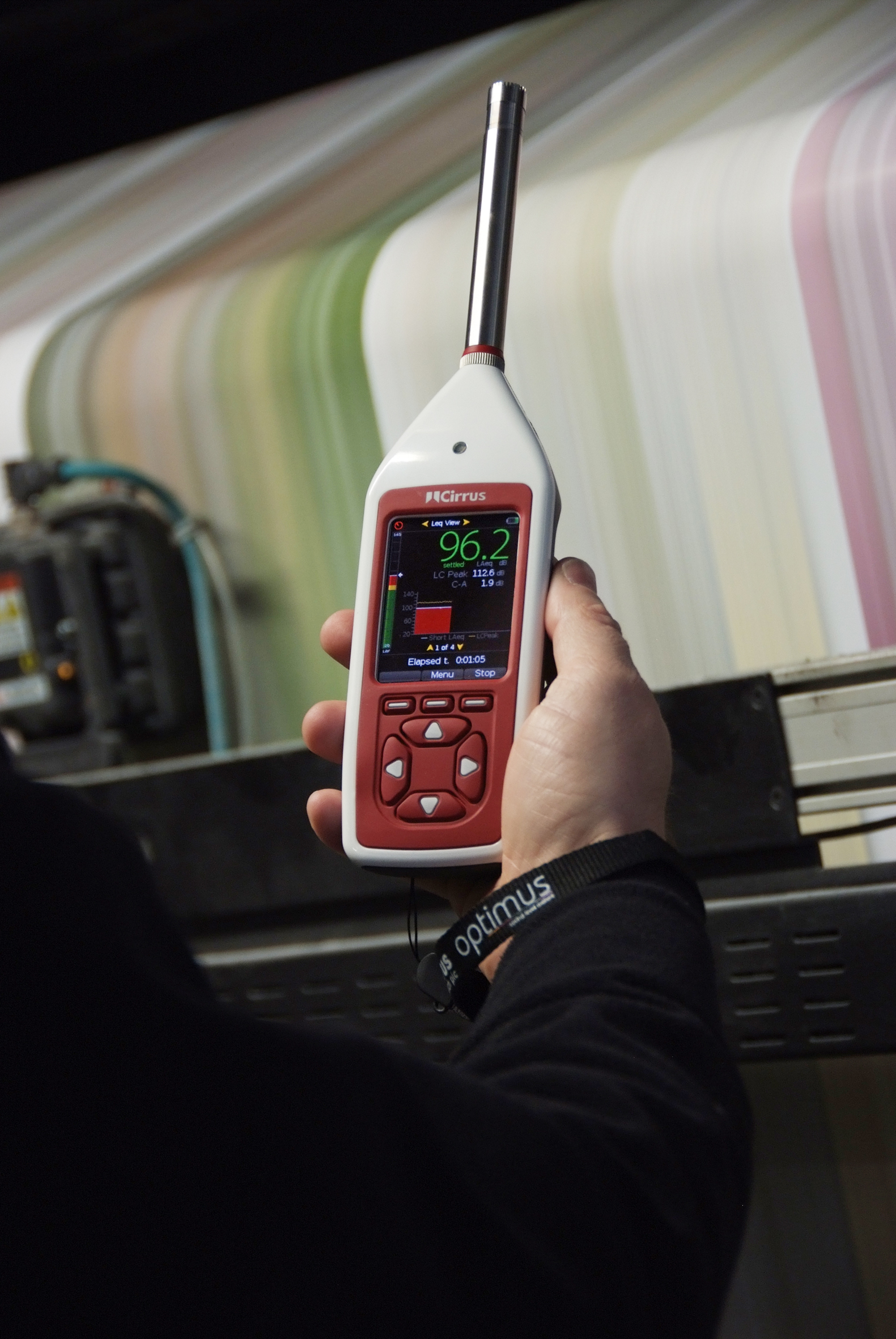
IEC 61672-1:2002

Фоно́метр (англ. phonometer, нім. Phonometer n) — прилад для визначення рівня шуму (гучності звуку). Працює на принципі порівняння гучності шуму з гучністю стандартного звуку, що подається приладом. Випускаються фонометри з рівнем гучності 90…120 дБ та різною інтенсивністю падіння сили звуку.
Основні частини фонометра — генератор шуму, телефон і потенціометр. При вимірюваннях порівнюють на слух звук, що досліджується і «звук порівняння», який створюється у телефоні генератором. Назва подібного приладу, що використовується для вимірювання гостроти слуху — аудіометр. Для точнішого і об'єктивнішого вимірювання рівня гучності шумів використовують шумоміри.